# Tamra
Tamra (in arabo طمرة‎?; in ebraico טמרה‎?) è una città di Israele situata nel distretto Settentrionale, nella regione storica della Galilea. La popolazione è costituita da arabi palestinesi.

## Società
La popolazione è costituita per la quasi totalità da arabi palestinesi di religione musulmana sunnita. Una minoranza degli abitanti è rappresentata da beduini delle tribù Ziadnah, Marisat, Mawasi, Muhameidat, Hamdun e Sawaed.